# Гнатівка (Покровський район)
Гна́тівка — село Покровської міської громади Покровського району Донецької області, в Україні. У селі мешкає 146 людей.

## Загальні відомості
Відстань до райцентру становить близько 3 км і проходить автошляхом місцевого значення.
Землі села зі сходу межують із територією м. Покровськ (мікрорайони Сонячний, Собачівка) Покровської міської ради Донецької області.

## Населення
За даними перепису 2001 року населення села становило 146 осіб, із них 55,48 % зазначили рідною мову українську та 44,52 % — російську.